# Kodie

Kodie (alternativt Kodee) är en ort i södra Ghana, belägen strax norr om Kumasi. Den är huvudort för distriktet Afigya Kabre, och folkmängden uppgick till 3 269 invånare vid folkräkningen 2010.